# アウクスブルク - ネルトリンゲン線
アウクスブルク - ネルトリンゲン線（アウクスブルク - ネルトリンゲンせん、ドイツ語: Bahnstrecke Augsburg–Nördlingen）はバイエルン州アウクスブルクとネルトリンゲンを結ぶ鉄道路線である。特にドナウヴェルト - ネルトリンゲン区間は「リース鉄道（Riesbahn）」の一部であり、この名称はネルトリンガー・リース盆地から由来する。この路線は、バイエルン王国が建設したルートヴィヒ南北鉄道により形成された。

## 沿線概況

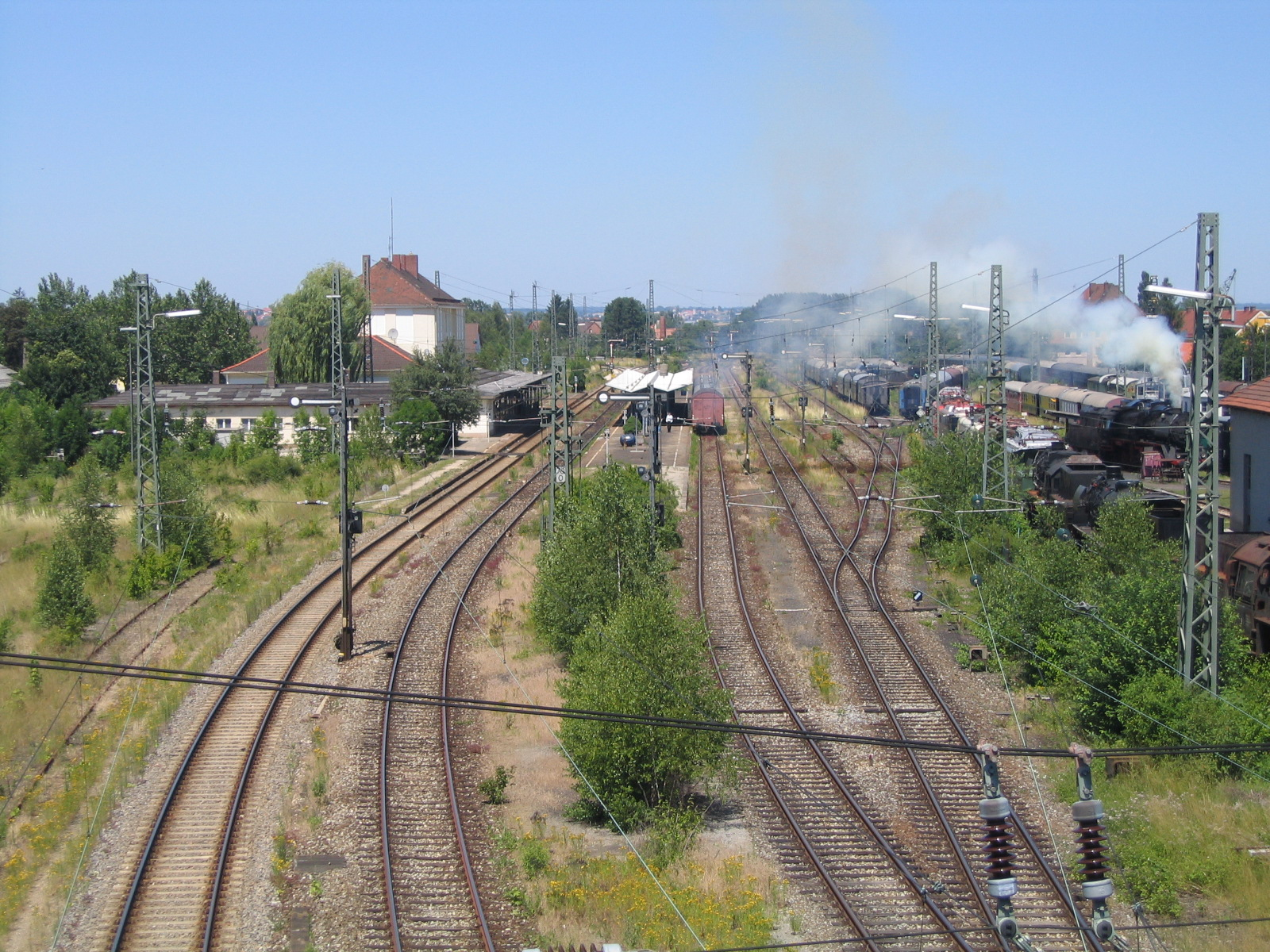
ドナウヴェルト方向から見えるネルトリンゲン駅

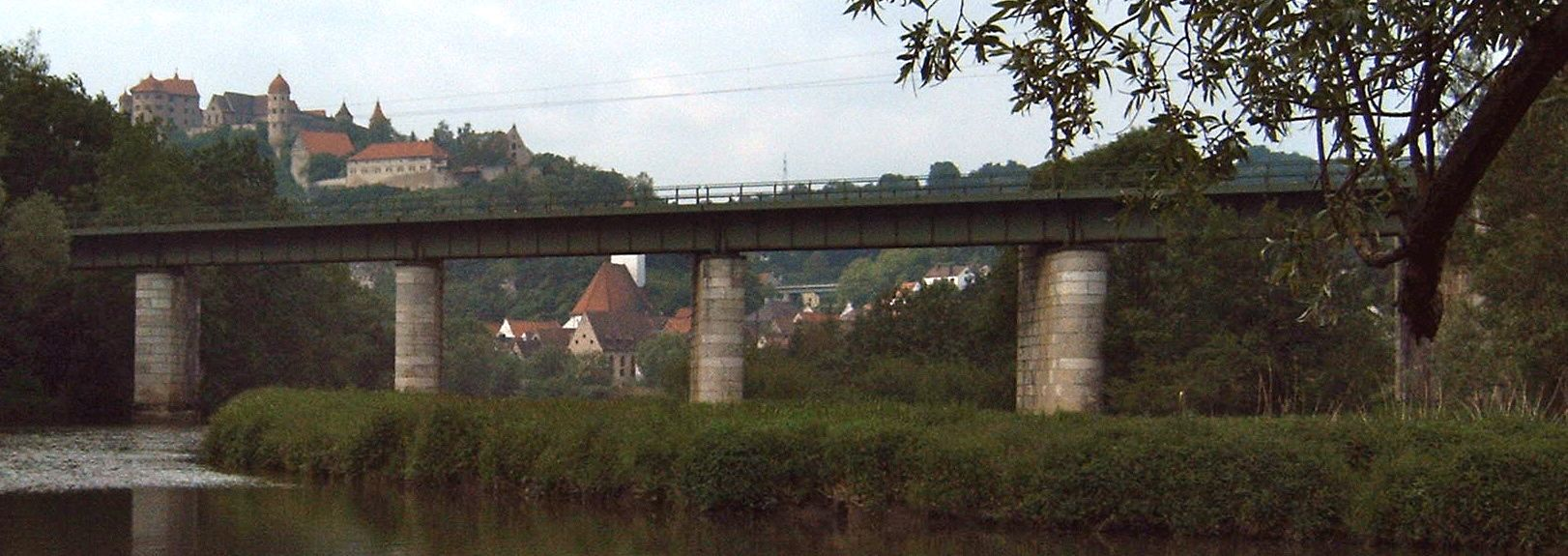
ハルブルク鉄道橋

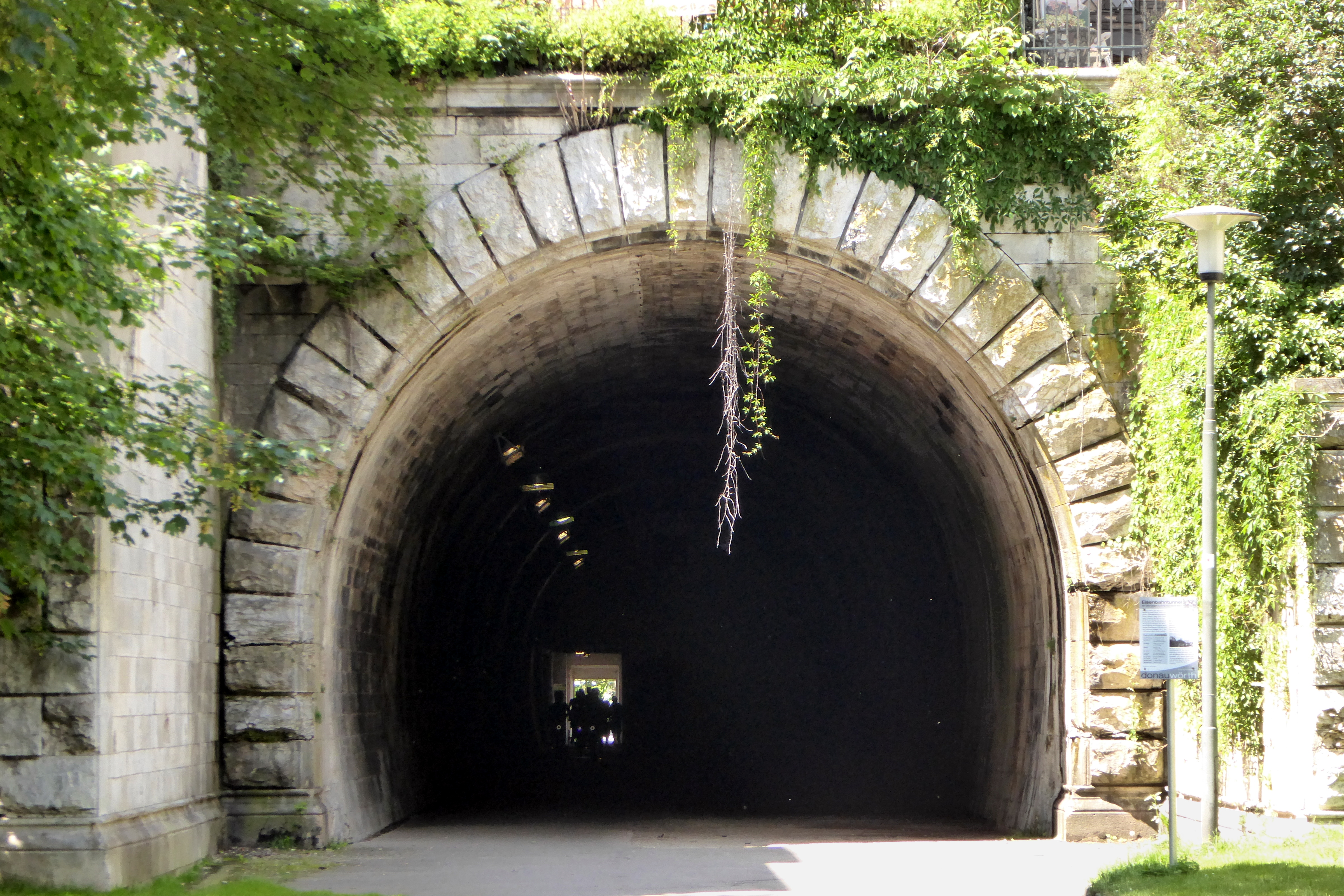
ドナウヴェルトの旧トンネル

列車はアウクスブルク駅からアウクスブルク - ウルム線の共通区間に走行して、ヴェルトアッハ川とアウクスブルクのロカル線の上を横切る。オーバーハウゼン駅ではウルム方面の線路が分岐する。列車はアウトバーン8号の下を横切って、ゲルストホーフェン駅へ向かう。メルティンゲン駅にはヴェルティンゲンからの支線が分岐した。列車はレヒレヒ川と平行に走行して、ドナウ河とツゥザム川とドナウ川の鉄道橋を渡る。ドナウヴェルト駅ではトロイヒトリンゲン方面の鉄道が分岐して、この路線は西北の方向に続く。
ドナウヴェルト - ネルトリンゲン区間は電車線施設および単線線路で構成されている。ドナウヴェルトからハルブルクまでこの路線は、北の方向に分岐するドナウヴェルト - トロイヒトリンゲン線と異なり、ヴォェルニッツ川と平行に伸びる。ヴォルニッツ川に鉄道橋がハルブルクまでいくつか設置されている。列車はハルブルク駅から終点であるネルトリンゲン駅までリーズ盆地を直線で貫通する。その故にドナウヴェルト - ネルトリンゲン区間は「リース」線の一部として知られている。ドナウヴェルト駅は1877年まで旧市街の東側に位置した。ルートヴィヒ南北鉄道はドナウヴェルトトンネルを通じて西へ曲線で曲がった。列車はその後ヴォェルニッツ川を渡って現在の線路に進入した。
フィルス谷線及びアウクスブルク - ウルム線が通行不可となった場合、この路線はシュトゥットガルトとミュンヘン区間の長距離交通の迂回経路として活用される。その故、1971年と1972年に、ネルトリンゲン - ドナウヴェルト区間に電力供給施設が設備された。

## 歴史

### ルートヴィヒ南北鉄道
1835年ドイツで最初の鉄道路線が開通された後で、アウクスブルクの商人達はアウクスブルク - ニュルンベルク間の鉄道をドナウヴォェルト、トロイヒトリンゲンの経由で建設・運営するために株式会社を設立した。しかしルートヴィヒ1世は数年後国有鉄道による鉄道建設を宣言した。ドナウヴェルト - トロイヒトリンゲンの区間の場合、フランケン・アルプの地形のため鉄道建設・運営が不可能であったので、株式会社の役人はその現実を考慮せねばならなかった。その故に株式会社は1841年解散された。バイエルン政府はルートヴィヒ南北鉄道の経路をネルトリンガー・リースへ迂回させ、フランケン・アルプの問題を避けた。バイエルン王国議会は1843年8月25日南北鉄道建設を議決した。1844年11月20日アウクスブルク・オーバーハウゼン駅 - 旧ノルトハイム駅の36.3 km区間が最初に開業され、1849年5月15日にドナウヴェルト - ネルトリンゲン区間はネルトリンゲン - オェティンゲン区間とともに開通された。
1863年シュトゥットガルト - ネルトリンゲン線が開通され、この路線はシュトゥットガルト方面の輸送も担当することとなった。1877年インゴルシュタット - ノイオッフィンゲン区間のドナウ谷鉄道の建設過程でドナウヴェルト区間の線路が大規模に移設された。旧線路は旧市街の右側にトンネルとともに残されている。1906年はトロイヒトリンゲン方面の線路が1835年頃の計画通りフランケンアルプを貫通して開通された。その時以来ドナウヴェルト - ネルトリンゲン区間はシュトゥットガルト方面だけの輸送を引き受けている。既存のドナウヴェルト - プラインフェルト間はその重要性を失った。

### ドイツ国営鉄道時代
1933年にアウクスブルク - ニュルンベルク区間に電化工事が開始され、1935年5月10日まで完了した。

### ドイツ連邦鉄道時代
1971年と1972年に、ネルトリンゲン - ドナウヴェルト区間で電力供給施設の設備工事が実行された。1973年ドイツ連邦交通計画でヴュルツブルク - ニュルンベルク - アウクスブルク区間の改修工事が企画された。アウクスブルク・オーバーハウゼン - ドナウヴォェルト区間には1981年に走行速度200 km/hは可能となった。この改修区間はドイツでこの速度に到達した最初の区間であり、ドイツ鉄道や私設鉄道会社の新技術試験区間として活用されている。1977年には遠方信号機（Vorsignal）および主信号機の併設された統合システム（Sk-Signalsystem）がこの区間で試験的に設置された。
1984年10月17日120形電気機関車は三両の客車を牽引しドナウヴォェルトとアウクスブルク区間で265 km/hの世界記録を達成した。1993年には同じ区間でICE列車の試運転は行われて、速度は333 km/hの新記録に到達した。1993年新型統合信号システム（Kombinationssignalsystem, Ks）の導入で既存の信号機は多過ぎとなったものの、個々の信号機は今でも作動している。

### ドイツ鉄道時代
2003年2月から2003年7月まで、エベルメルゲンとドナウヴェルトの間の洪水堤防で大きな滑りが発生し、ネルトリンゲン - ドナウウェルト区間の列車運行が完全に停止された。この状況は、線路を閉じる案件の検討を促した。ドナウヴェルト - ネルトリンゲン区間の鉄道営業が再開された以来、この区間は完全に独立的に運営されている。
2011年ネルトリンゲン駅にLED式発車標が設置され、地下道が再建された。さらに、ヴォェルニッツシュタイン駅とモェティンゲン駅には新しい避難所が建設された。モェティンゲン駅およびホッピンゲンとエバーメルゲン駅に、2012年にLED式発車標が装備された。

## 運行形態

### 旅客輸送
遠距離輸送の場合、ICEやIC列車はアウクスブルク - ドナウヴェルト区間で走行する。
- ICE: ミュンヘン - アウクスブルク - ドナウヴェルト - ニュルンベルク - ベルリン。
- IC 26: オーバーストドル / ベルヒテスガーデン / ミュンヘン - アウクスブルク - ドナウヴェルト - ヴュルツブルク - カッセル・ヴィルヘルムスホェーエ - ハノーファー - ハンブルク。

地域輸送の場合、アウクスブルク - ドナウヴェルト区間はアウクスブルク運輸運賃連合（Augsburger Verkehrs- und Tarifverbund, AVV）の運賃システムにより管理されている。
- 快速列車（RE 16） : アウクスブルク - マイティンゲン - ドナウヴェルト - トロイヒトリンゲン - ロート - ニュルンベルク。120分間隔。使用車両はDB445形二階建て電車。過去には111形電気機関車と二階建て客車のプッシュプル列車が運用された。
- 快速列車（RE 80）: ミュンヘン - パージング - メリング - アウクスブルク - マイティンゲン - ドナウヴェルト - トロイヒトリンゲン - アンスバッハ - ヴュルツブルク。120分ごとに運行。ÖBB系列アルヴェリオ運営。使用車両はデジロHCあるいはミレオ。かつて440形電車が運用された。
- 普通列車（RB 87）：ミュンヘン - パージング - メリング - アウクスブルク - オーバーハウゼン - ゲルストホーフェン - ガブリンゲン - ラングヴァイト - ヘルベルツホーフェン - マイティンゲン - ヴェステンドルフ - ノルデンドルフ - メルティンゲン - ボイメンハイム - ドナウヴェルト。60分ごとに運行。ÖBB系列アルヴェリオ運営。使用車両はミレオ。
- 普通列車（RB 89）：（アウクスブルク -）ドナウヴェルト - ヴォェルニッツシュタイン - エーバーメルゲン - ハルブルク - ホッピンゲン - モェティンゲン - ネルトリンゲン - ゴルツホェーフェ - アーレン。60分ごとに運行。ÖBB系列アルヴェリオ運営。使用車両はRB87と同じ。

### 貨物輸送
主要な貨物顧客は、ハールブルクのマーカーセメント工場である。ヴァッサーアルフィンゲンにあるシュヴァーベン製鉄所には貨物列車が出入している。